# Siderolina
Siderolina es un género de foraminífero bentónico considerado como un nombre erróneo sustituto de Siderolites de la familia Calcarinidae, de la superfamilia Rotalioidea, del suborden Rotaliina y del orden Rotaliida. Su rango cronoestratigráfico abarcaba el Maastrichtiense (Cretácico superior).

## Clasificación
Siderolina incluía a las siguientes especies:
- Siderolina cenomana †
- Siderolina hamata †
- Siderolina kochi †
- Siderolina laevigata †